# Anneke Necro
Anneke Necro   (Barcelona, 19 de maig de 1987) és una actriu, dòmina professional i directora de cinema postporno catalana. Va estudiar Disseny de moda i Egiptologia, i va fer de model BDSM fins a aconseguir dedicar-se per complet al cinema pornogràfic davant i darrere de la càmera, des d'on s'ha dedicat a divulgar la filosofia del porno feminista, en què reivindica un desplegament lliure del desig des d'una mirada feminista i inclusiva.
L'any 2017, Anneke Necro formà, conjuntament amb el músic Sade, el laboratori de creació artística Mantis Lab per a promoure la llibertat de continguts en la indústria del porno. És també militant del Sindicat de Treballadores Sexuals des d'on ha reivindicat un marc legal laboral per al cinema eròtic, així com reclamat una seguretat social, el dret a l'atur i el dret a sindicar-se tant per a actrius pornogràfiques com per les treballadores sexuals.
| «              | El porno feminista és una forma ètica de treballar. Una ètica laboral en què als rodatges es tinguin en compte les persones que treballaran davant de la càmera. On s'intenta mostrar una sexualitat més diversa, on hi hagi cossos també fora de l'heteronormativitat. Qualsevol tipus de persona té lloc en el porno feminista. El contingut ètic també és important: que no sigui racista, que no sigui sexista, i intentar canviar els rols de gènere en les pràctiques sexuals. Per exemple, les persones amb diversitat funcional són un col·lectiu que el porno feminista hauria de considerar, igual que les persones trans, perquè siguin incloses dins de les fantasies eròtiques de la societat. | » |
| — Anneke Necro | |   |

## Obra publicada
- Deseo disidente: las políticas del placer (en castellà).  Levanta Fuego, 2024. ISBN 9788412710786.[7]